# Petra Grabowski
Petra Grabowski (Brandenburg an der Havel, Brandemburgo, 31 de janeiro de 1952) é uma ex-canoísta de velocidade alemã na modalidade de canoagem.

## Carreira
Foi vencedora da medalha de Prata em K-2 500 m em Munique 1972 junto com a sua colega de equipa Ilse Kaschube.